# Yeşilköy, Karasu
Yeşilköy là một xã thuộc huyện Karasu, tỉnh Sakarya, Thổ Nhĩ Kỳ. Dân số thời điểm năm 2008 là 277 người.